# Natuur en Milieufederatie Limburg
De Natuur en Milieufederatie Limburg (NMF Limburg), is een federatie van circa honderd natuurbeschermings- en milieuorganisaties in de Nederlandse provincie Limburg. Het is een van de provinciale milieufederaties in Nederland. De bij de milieufederatie aangesloten lokale organisaties houden zich bezig met uiteenlopende zaken, van natuur- en milieueducatie, bijsturing van overheidsbeleid, verzet tegen reclamemasten tot overleg met milieuorganisaties en anderen.

## Doel en organisatie
De Natuur en Milieufederatie Limburg is opgericht in 1971, ongeveer tegelijk met de andere provinciale federaties. De aanleiding voor de oprichting was de erkenning van het milieuprobleem en de behoefte de activiteiten van natuur-, landschap- en milieugroepen op provinciaal niveau te coördineren en ondersteunen.  Landelijk gebeurde dit door de Stichting Natuur en Milieu die tevens  de drijvende kracht was achter het opzetten van deze provinciale organisaties.
In navolging van andere milieufederaties werd de naam in 2015 veranderd van Milieufederatie in Natuur en Milieufederatie.
Samen met aangesloten organisaties zet de federatie zich in voor natuur, een gezond leefmilieu en voor het realiseren van ecologische duurzaamheid in Limburg en de aangrenzende Euregio. De doelstellingen zijn prettig wonen, werken en recreëren voor iedereen, voor nu en in de toekomst. 
De federatie zetelt in Roermond en is een stichting. Het bestuur van de stichting wordt bijgestaan door een bureau. De belangrijkste thema's zijn ruimtelijke ordening, landbouw, water, milieu en communicatie.
De federatie ontvangt giften, overheidsbijdragen en subsidies van onder meer de provincie Limburg en de Nationale Postcode Loterij.

## Aangesloten organisaties
De Natuur en Milieufederatie Limburg werkt samen met veel andere organisaties op drie niveaus:
- lokaal, met natuur- en milieuorganisaties in de regio
- provinciaal, met de organisaties in het GroenHuis en de natuurbeheerders
- landelijk, met de provinciale milieufederaties en de stichting Natuur en Milieu.

### Lokale natuur- en milieuorganisaties in de regio
Regio Noord
- Behoud de Parel (Vereniging, Grubbenvorst))
- Bos en Kuil (Vereniging, Malden)
- Coöperatie Peel Energie U.A. (Helden)
- Gloei (Panningen)
- Groengroep Sevenum (Stichting)
- I.V.N. Baarlo-Maasbree
- I.V.N. Helden
- I.V.N. Maas en Niers (Milsbeek)
- I.V.N. Maasduinen (Velden)
- I.V.N. Meijel
- K.N.J.V. Regio Limburg (Vereniging, Druten)
- Landschap Horst a/d Maas (Stichting)
- Limburgs Landschap (Stichting, Arcen)
- Mooi Schandelo (Vereniging, Velden)
- Milieudefensie Venlo (Venlo)
- Natuur en Rust Venray-Deurne (Stichting, Merselo))
- Natuur en Milieugroep ANIMO (Stichting, Molenhoek)
- Sunny Economie (Stichting, Beringe)
- Werkgroep Behoud de Peel (Deurne)

Regio Midden
- Belevenispark Nee (Stichting, Heel)
- Behoud Meinweg (Stichting, Herkenbosch)
- Coöperatieve Vereniging Weert Energie U.A. (Vereniging, Weert)
- Coöperatieve Vereniging Zuidenwind (Vereniging, Nederweert)
- Dorpscomité Leeuwen (Stichting, Roermond)
- Dorpsraad Buggenum (Buggenum)
- Drie Eigen (Stichting, Thorn)
- Duurzame Energie Coöperatie Leudal U.A. (Heythuysen)
- Ecologische Werkgroep Weert-zuid
- Energiecoöperatie Echt Susteren Energie (Nieuwstadt)
- FAM! (Roermond)
- Groen Weert (Stichting, Weert)
- Heemkundevereniging Hunsel (Neeritter)
- Heemkundevereniging Roerstreek (Sint Odiliënberg)
- I.V.N. de Steilrand (Reuver)
- I.V.N. Roermond e.o. (Maasbracht)
- I.V.N. Weert e.o.
- Landschapsvereniging De Kringloop (Vereniging, Posterholt)
- Leefbaar Buitengebied Nederweert (Stichting)
- Milieu en Heemkunde Vereniging Swalmen (Vereniging)
- Milieugroep Roermond
- Natuur Historische Vereniging Pepijnsland (Vereniging, Susteren)
- Natuurhistorisch Genootschap Limburg (Roermond)
- Nederweerter Energiecorporatie (Nederweert)
- Roer Om (Roermond)
- Ruimte Roermond (Stichting, Roermond)
- Studiegroep Leudal (Haelen)
- Vogelwerkgroep Nederweert
- Stichting Behoud Leefmilieu Limburg

 Regio Westelijke Mijnstreek
- Behoud Kollenberg (Stichting, Sittard)
- Belangen Kelmond en Omgeving (Stichting, Beek)
- De Groene Sporenwolf (Stichting, Nieuwstadt)
- Energiecoöperatie Sittard-Geleen
- Graetheidecomité (Stichting, Born)
- Hamsterwerkgroep Limburg (Stichting, Margraten)
- Het Groene Taille Comité (Susteren)
- I.V.N. Elsloo
- I.V.N. Land van Swentibold-Born (Grevenbicht)
- I.V.N. Munstergeleen (Sittard)
- I.V.N. SpauBeek
- I.V.N. Stein/I.V.N. Natuureducatiecentrum
- Milieugroep Schinnen-Spaubeek (Schinnen)
- Milieugroep Sittard-Geleen (Stichting, Munstergeleen)

Regio Parkstad
- Behoud Brunssummerheide (Stichting Landgraaf)
- Behoud van Milieu en Landschap Simpelveld (Stichting)
- Bijenhouders Limburg (Stichting, Amstenrade)
- I.V.N. Brunssum-Onderbanken (Schinveld)
- I.V.N. De Oude Landgraaf (Heerlen)
- I.V.N. Heerlen
- I.V.N. Hoensbroek
- I.V.N. Kerkrade
- I.V.N. Nuth (Wijnandsrade)
- I.V.N. Schinnen
- I.V.N. Ubach over Worms (Rimburg)
- I.V.N. Voerendaal
- MilieuNetWerk Onderbanken (Schinveld)
- Milieudefensie Heerlen
- Transition Town Parkstad (Stichting, Heerlen)
- Vogelwacht Limburg (Landgraaf)

Regio Maastricht & Mergelland
- CNME regio Maastricht en Mergelland (Maastricht)
- Dassenwerkgroep Limburg (Stichting, Simpelveld)
- Eerste Maastrichtse Energiecoöperatie (Maastricht)
- ENCI-STOP (Stichting, Maastricht)
- Geen Uitbreiding Vliegveld Beek (Stichting, Ulestraten)
- I.V.N. Bocholtz (Simpelveld)
- I.V.N. District Limburg (Maastricht)
- I.V.N. Eijsden
- I.V.N. Eys (Nijswiller)
- I.V.N. Heuvelland (Wijlre)
- I.V.N. Maastricht
- I.V.N. Meerssen
- I.V.N. Ulestraten
- I.V.N. Valkenburg aan de Geul
- I.V.N. Vijlen-Vaals
- Limbio Tuin van Gronsveld
- Milieudefensie Meerssen (Ulestraten)
- Milieugroep Sint Pieter (Maastricht)
- Milieufront Eijsden (Stichting)
- Natuurbehoud Cadier en Keer (IVN Cadier en Keer)
- Natuurbehoud Schin op Geul (Schin op Geul)
- Natuurlijk Geuldal (Stichting, Schin op Geul)
- Stop Tihange Nederland (Ulestraten)
- Visstandverbetering Maas (Maastricht)

### Provinciale partnerorganisaties in het Groenhuis
- Instituut voor Natuurbeschermingseducatie (IVN) - Consulentschap Limburg
- Natuurhistorisch Genootschap in Limburg (Vereniging)